# Ludwig Lehmann

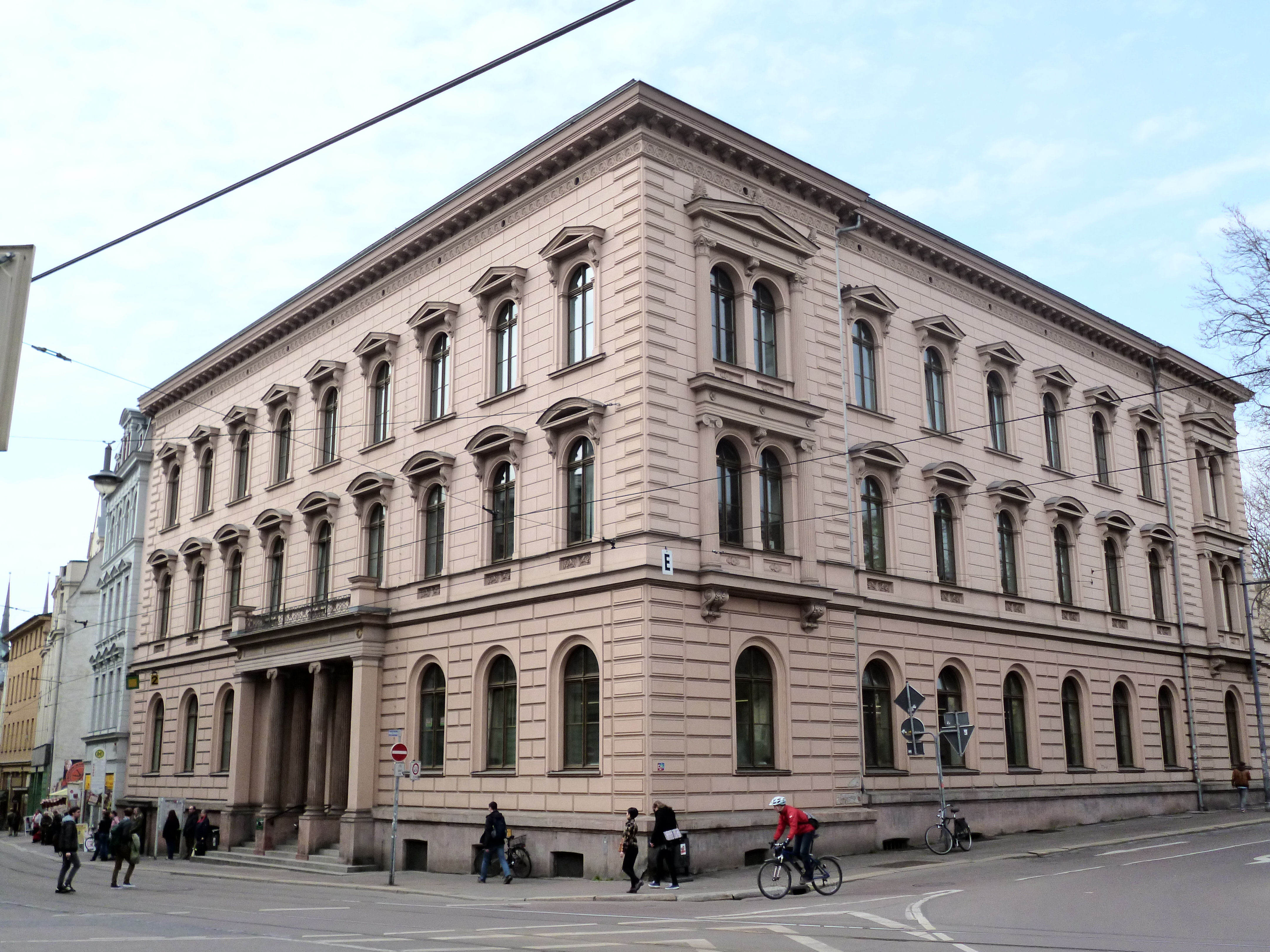
Ehemaliges Bankhaus Lehmann, Große Steinstraße 19, 2016

Ludwig Lehmann (* 23. April 1802 in Halle (Saale); † 11. Juni 1877 ebenda) war ein deutscher Unternehmer und Bankier.

## Leben
Er war der Sohn von Heinrich Franz Lehmann, trat 1834 das Erbe seines Vaters an und leitete das Bankhaus H. F. Lehmann, dessen Gründung er selbst 1828 angeregt hatte. Aktiv beteiligte er sich an den Entwicklungsplänen von Carl Adolph Riebeck. Ohne den Bankkredit von Lehmann hätte Riebeck sein Unternehmen nicht in der bekannten Weise entwickeln können.
Im Jahre 1867 ließ Ludwig Lehmann für das Bankhaus den repräsentativen Neubau Große Steinstraße 19 errichten, der 1914 durch einen Erweiterungsbau im Hof ergänzt wurde.
Lehmann errang ferner eine Monopolstellung in der damaligen Zuckerindustrie. 1870 nahm er seine drei Kinder Heinrich Franz, Emmy und Margarete als Teilhaber in sein Unternehmen auf. 1871 gründete er die Cröllwitzer Papierfabrik.
Sein Sohn Heinrich Franz (1847–1925) ließ 1890–1892 die imposante Villa Burgstraße 46 erbauen, die damals als prunkvollste Villa ihrer Epoche in Halle galt.